# Аксьольське сільське поселення
Аксьо́льське сільське поселення (рос. Аксёльское сельское поселение) — муніципальне утворення у складі Темниковського району Мордовії, Росія. Адміністративний центр — село Аксьол.

## Історія
Станом на 2002 рік існували Аксьольська сільська рада (село Аксьол, присілки Агеєво, Руське Адаєво, Татарське Адаєво), Ішейська сільська рада (села Єнгуразово, Ішейки, присілки Бегішево, Дасаєво, Ідеєво), Матвієвська сільська рада (село Матвієво, присілки Дашкино, Кривошеєво, Шурбіно) та Тарханівська сільська рада (село Тархани, присілки Айкеєво, Єнаково, Подайкеєво, Руське Акашево, Сендюково, Татарське Акашево, Тумсово).
12 жовтня 2009 року ліквідоване Матвієвське сільське поселення (село Матвієво, присілки Дашкино, Кривошеєво, Шурбіно) було включено до складу Аксьольського сільського поселення.
17 травня 2018 року ліквідоване Ішейське сільське поселення (села Єнгуразово, Ішейки, присілки Бегішево, Дасаєво, Ідеєво) було включено до складу Тарханівського сільського поселення.
19 травня 2020 року ліквідоване Тарханівське сільське поселення (села Єнгуразово, Ішеки, Тархани, присілки Айкеєво, Бегішево, Дасаєво, Єнаково, Ідеєво, Подайкеєво, Сендюково, Татарське Акашево, Тумсово) було включено до складу Аксьольського сільського поселення.

## Населення
Населення — 1097 осіб (2019, 1532 у 2010, 2131 у 2002).

## Склад
До складу поселення входять такі населені пункти:
| Населений пункт             | Населення, осіб (2002) | Населення, осіб (2010) |
| --------------------------- | ---------------------- | ---------------------- |
| Агеєво, присілок            | 97                     | 66                     |
| Айкеєво, присілок           | 7                      | 6                      |
| Аксьол, село                | 804                    | 603                    |
| Бегішево, присілок          | 25                     | 17                     |
| Дасаєво, присілок           | 63                     | 53                     |
| Дашкино, присілок           | 70                     | 54                     |
| Єнаково, присілок           | 58                     | 28                     |
| Єнгуразово, село            | 44                     | 25                     |
| Ідеєво, присілок            | 41                     | 2                      |
| Ішейки, село                | 219                    | 190                    |
| Кривошиєво, присілок        | 18                     | 4                      |
| Матвієво, село              | 71                     | 34                     |
| Підайкеєво, присілок        | 28                     | 3                      |
| Руське Адаєво, присілок     | 77                     | 55                     |
| Руське Акашево, присілок    | 0                      | -                      |
| Сендюково, присілок         | 31                     | 18                     |
| Тархани, село               | 320                    | 275                    |
| Татарське Адаєво, присілок  | 90                     | 74                     |
| Татарське Акашево, присілок | 45                     | 16                     |
| Тумсово, присілок           | 16                     | 7                      |
| Шурбіно, присілок           | 7                      | 2                      |